# Elise van Hage
Elise van Hage (Noordwijkerhout, Holanda del Sud, 6 d'abril de 1989) és una ciclista neerlandesa, que fou professional del 2008 al 2009. Combinà la carretera amb el ciclisme en pista.

## Palmarès en pista
- 2006
  -  Campiona del món júnior en Scratch
  -  Campiona d'Europa júnior en Puntuació
  -  Campiona d'Europa júnior en Scratch

## Palmarès en ruta
- 2007
  -  Campiona dels Països Baixos júnior en ruta
- 2008
  - 1a als Campionats del món universitaris de ciclisme en ruta
- 2009
  - 1a al Noordwijk Classic